# Kvarteret Phoebus

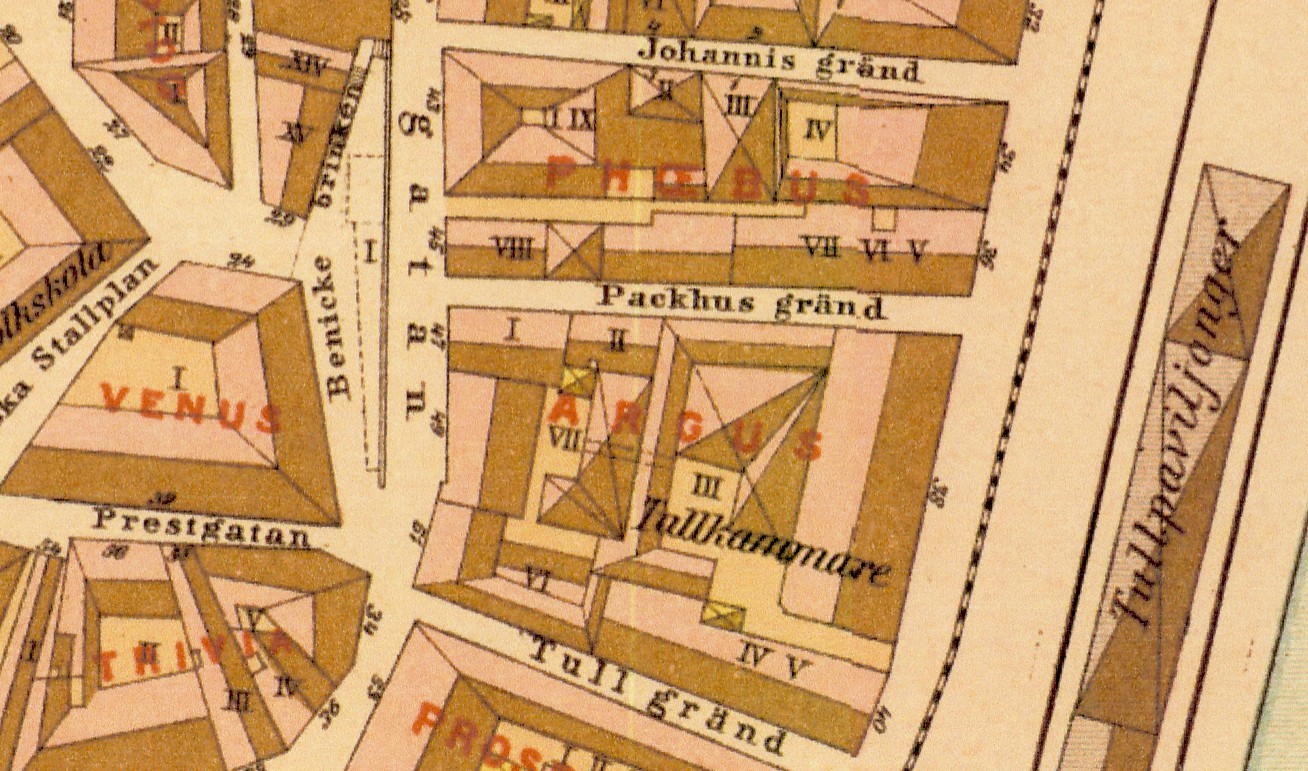
Kvarteret Phoebus på A.R. Lundgrens karta från 1885.

Kvarteret Phoebus är ett kvarter i Gamla stan i Stockholm. Kvarteret omges av Johannesgränd i norr, Österlånggatan i väster, Skeppsbron i väster och Packhusgränd i söder. Kvarteret består av fyra fastigheter: Phoebus 3, 10, 13 och 14. På A.R. Lundgrens karta från 1885 bestod kvarteret av nio tomter.

## Namnet
Nästan samtliga kvartersnamn i Gamla stan tillkom under 1600-talets senare del och är uppkallade efter begrepp (främst gudar) ur den grekiska och romerska mytologin. ”Phoebus” är det latinska namnet för den grekiska Phoibos, som betyder ”den strålande” och var inom den grekiska mytologin det vanliga tillnamnet för antingen guden Apollo eller solguden Helios.

## Kvarteret

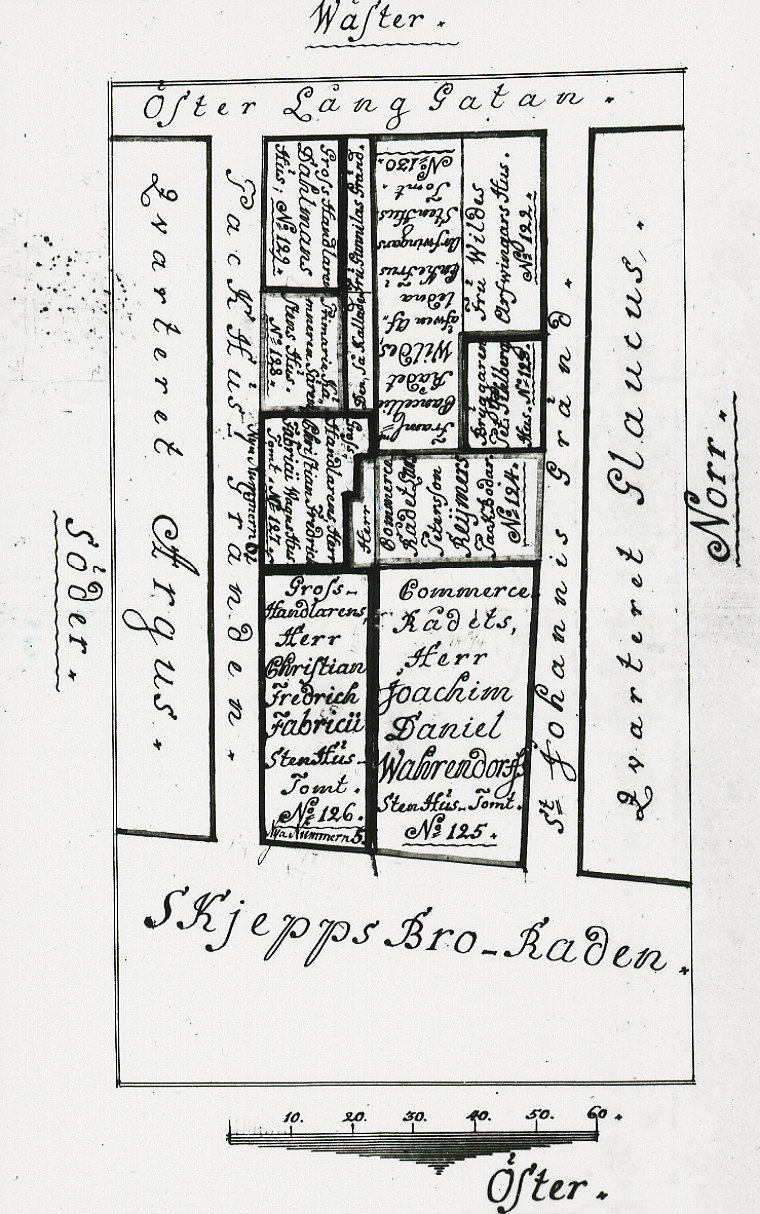
Tomtägare i kvarteret Phoebus i slutet av 1700-talet (norr är till höger).

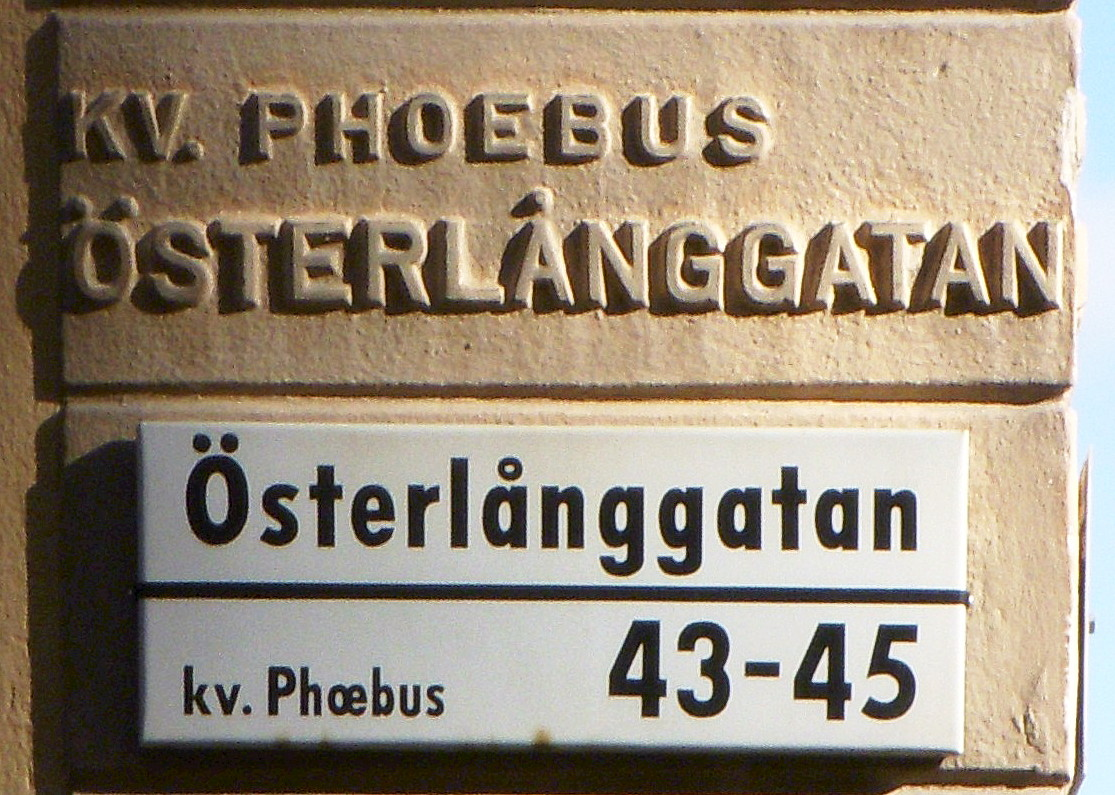
Österlånggatan 45.

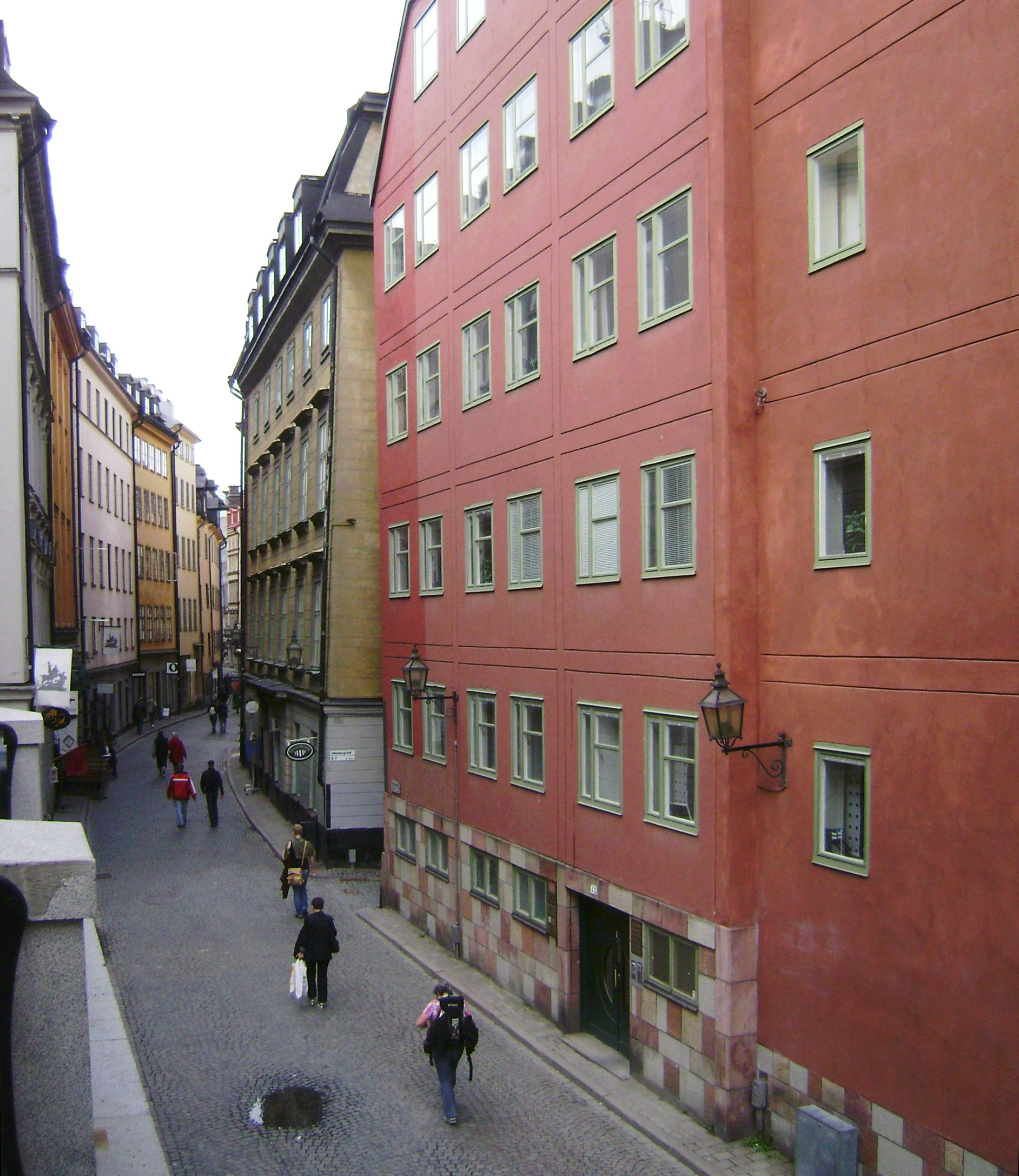
Österlånggatan 43.

På 1400-talet gick östra "nya stadsmuren" genom kvarterets östra del (se Stockholms stadsmurar). Utanför utfylldes marken och här låg Koggbrons hamn. Det nuvarande kvarteret bestod under medeltiden av två långsmala kvarter, vilka 1675 blev sammanbyggda mot Skeppsbron. En rest av denna gränd är Fru Gunillas gränd, som finns kvar som en innergård närmast Österlånggatan. Gränden uppkallades efter Gunilla Johansdotter (Bese), änka efter husägaren Erik Turesson (Bielke). 
I Phoebus 10 (Skeppsbron 34 och Skeppsbron 36)  finns Nordström & Thulins hus respektive Thuenska huset. På en tomtkarta från slutet av 1700-talet anges som ägare för Skeppsbron 34: ”Commerce Rådets, Herr Joachim Daniel Wahrendorfs Sten Hus – Tomt No. 125” och för Skeppsbron 36 anges: ”Grosshandlarens Herr Christian Fredrick Fabricii Sten Hus – Tomt No 125.”
Skeppsbron 36 byggdes på initiativ av handelsmannen Peter Thuen (1625-1681) efter ritningar av arkitekt Nicodemus Tessin d.ä., varvid Mäster Simon Skräddarens gränds yta togs i anspråk. Byggnaden kallades senare även "Hebbeska huset" efter grosshandlaren Christian Hebbe d.ä.. 

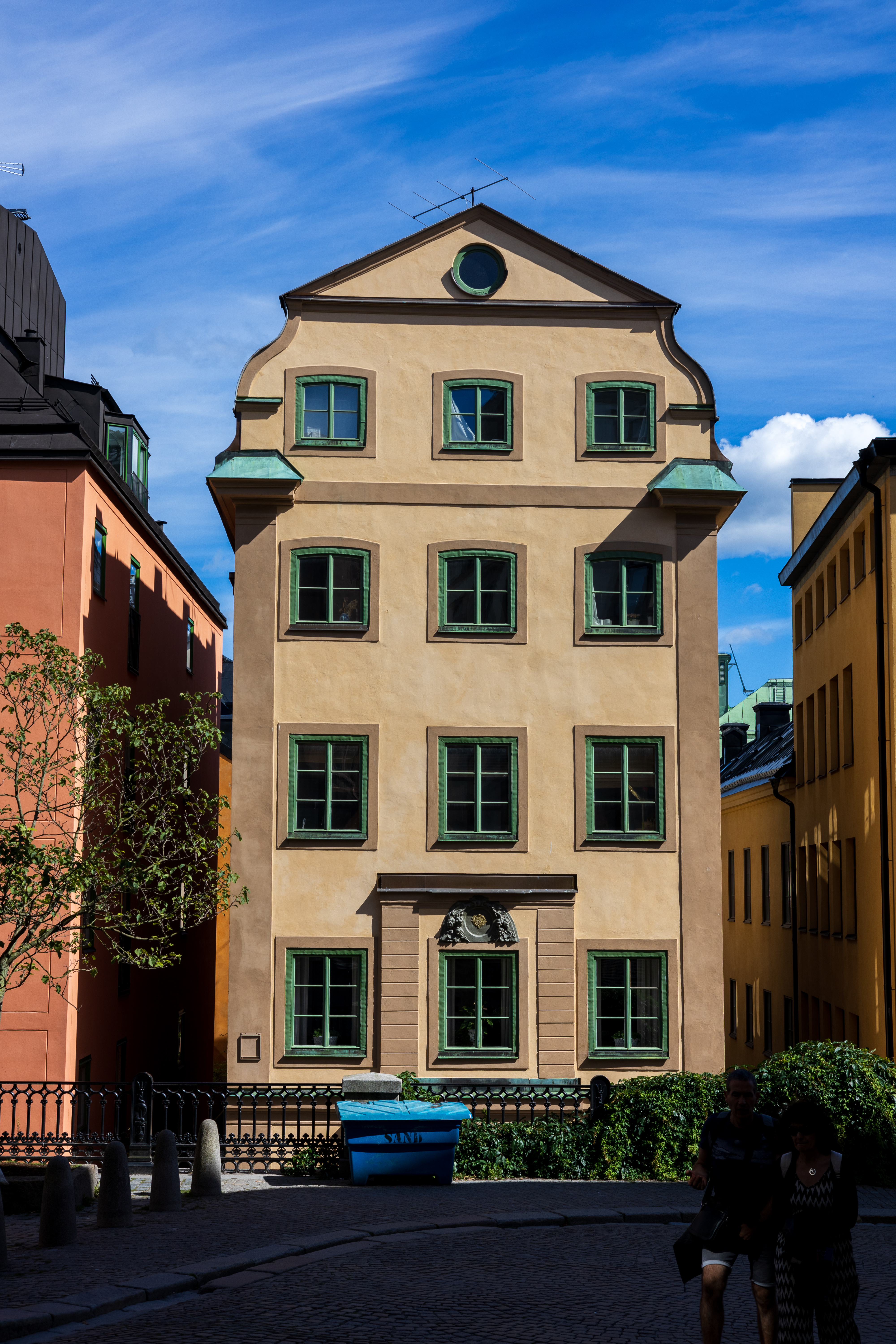
Österlånggatan 45 sedd från Svartmangatan.

I Phoebus 14 (hörnet Österlånggatan 45 / Packhusgränd 6) låg i början av 1600-talet Källaren Stjärnan. Kasten (eller Casten) Hoff var den bekante källarmästaren som började sin banan på denna restaurang. Han skulle sedermera låta bygga Kastenhof med vinkällare och värdshus vid Gustaf Adolfs torg, sedan han av Drottning Christina erhållit privilegium ”att der hålla ett skänkeri af fremmande drycker”. 
Efter 1762 var Stjärnan inrymd i en ny byggnad som ägdes av grosshandlaren Dahlman. Krogen existerade fortfarande vid 1900-talets början och omtalas 1879 i August Strindbergs Röda rummet: ”Däremot hade Falk ingenting att invända utan stängde byrån och följde de två ner till källaren Stjärnan på Österlånggatan, där de slogo sig ner i den mörkaste vrån…”. På en illustration från 1865 av Otto August Mankell över Österlånggatan syns krogens skylt på husfasaden. Idag påminner Café Stiernan om den gamla krogens namn. 
I samma hus (Packhusgränd 6) fanns under många år A.F. Söderströms Skeppsstufveri AB som sysslade med stuveri och bogsering. Huset revs och ersattes 1939 av en ny byggnad ritad av arkitekt Gunnar Morssing.
Huset i Phoebus 13 (hörnet Österlånggatan 43 / Johannesgränd 5) fanns sedan sekelskiftet 1900 och fram till slutet av 1940-talet Bleck och Plåtslagerifirman Larsén & Co. Byggnaden revs 1957 och ersattes 1960 av en ny byggnad ritad av arkitekt Per-Olof Olsson. Vid schaktarbetena hittades ett stort antal välbevarade stockar från den medeltida strandskoningen.

## Historiska bilder

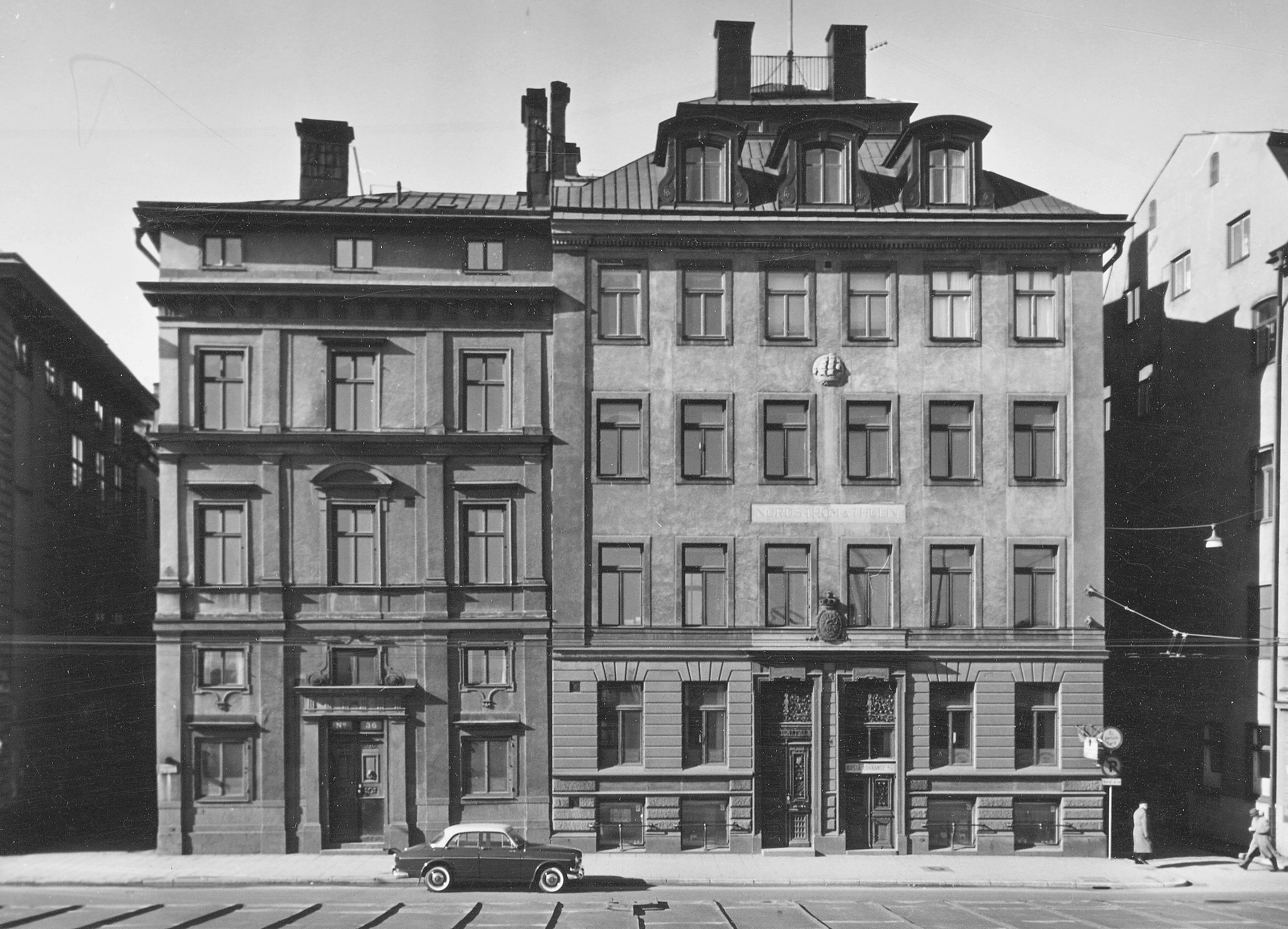
Kvarteret Phoebus 10 år 1957 med Skeppsbron 34 och 36
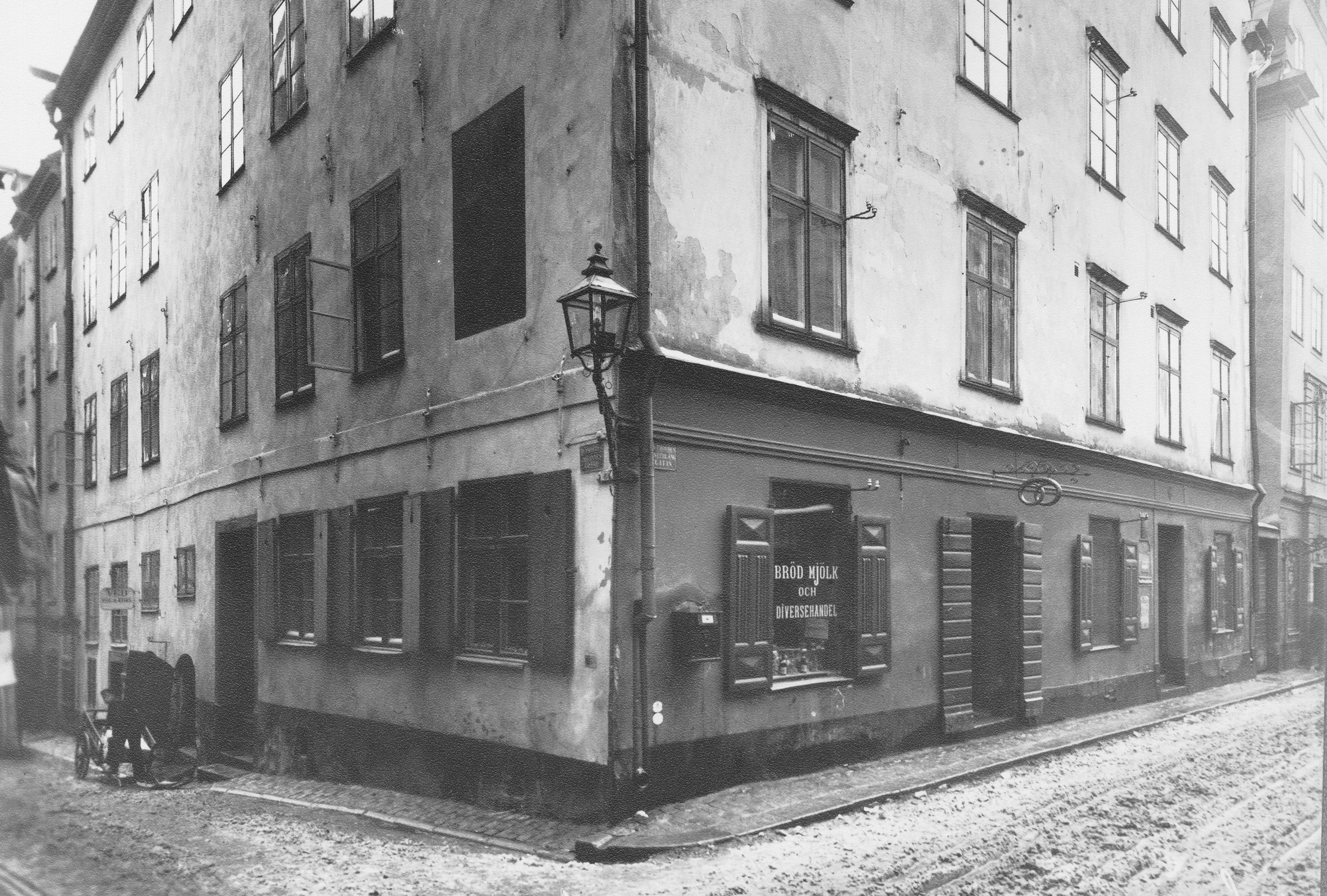
Phoebus 13 med Österlånggatan 43 i hörnet av Johannesgränd
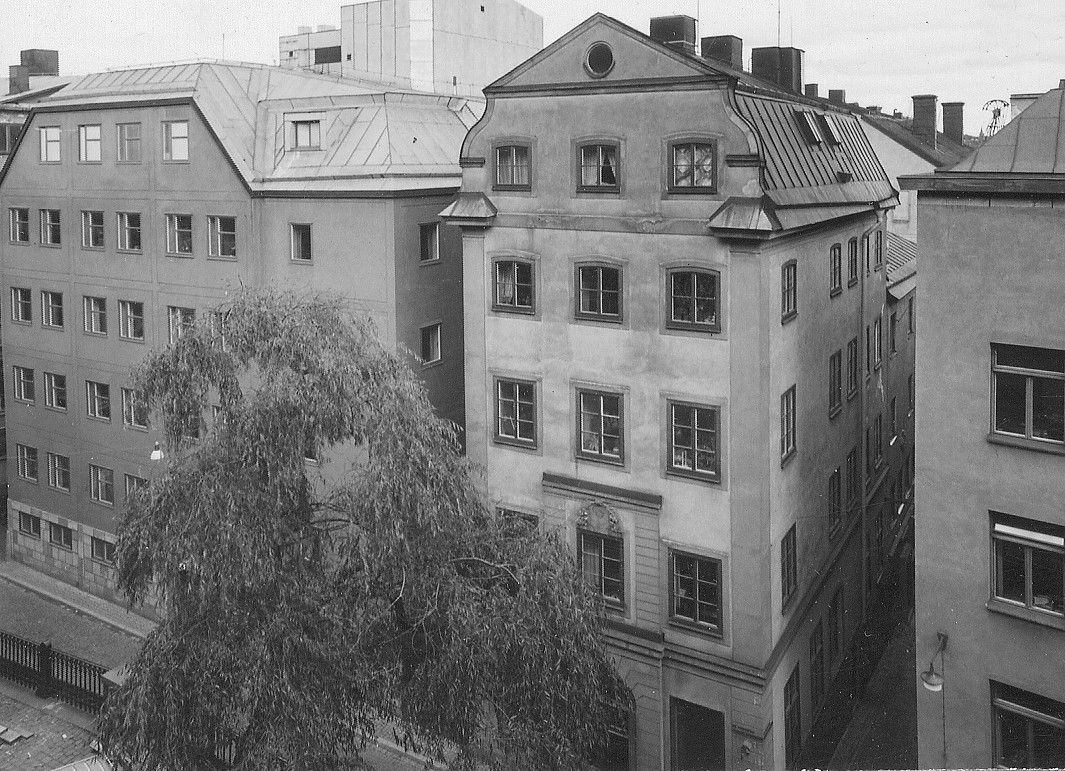
Phoebus 13 år 1960 med Österlånggatan 43 och 45
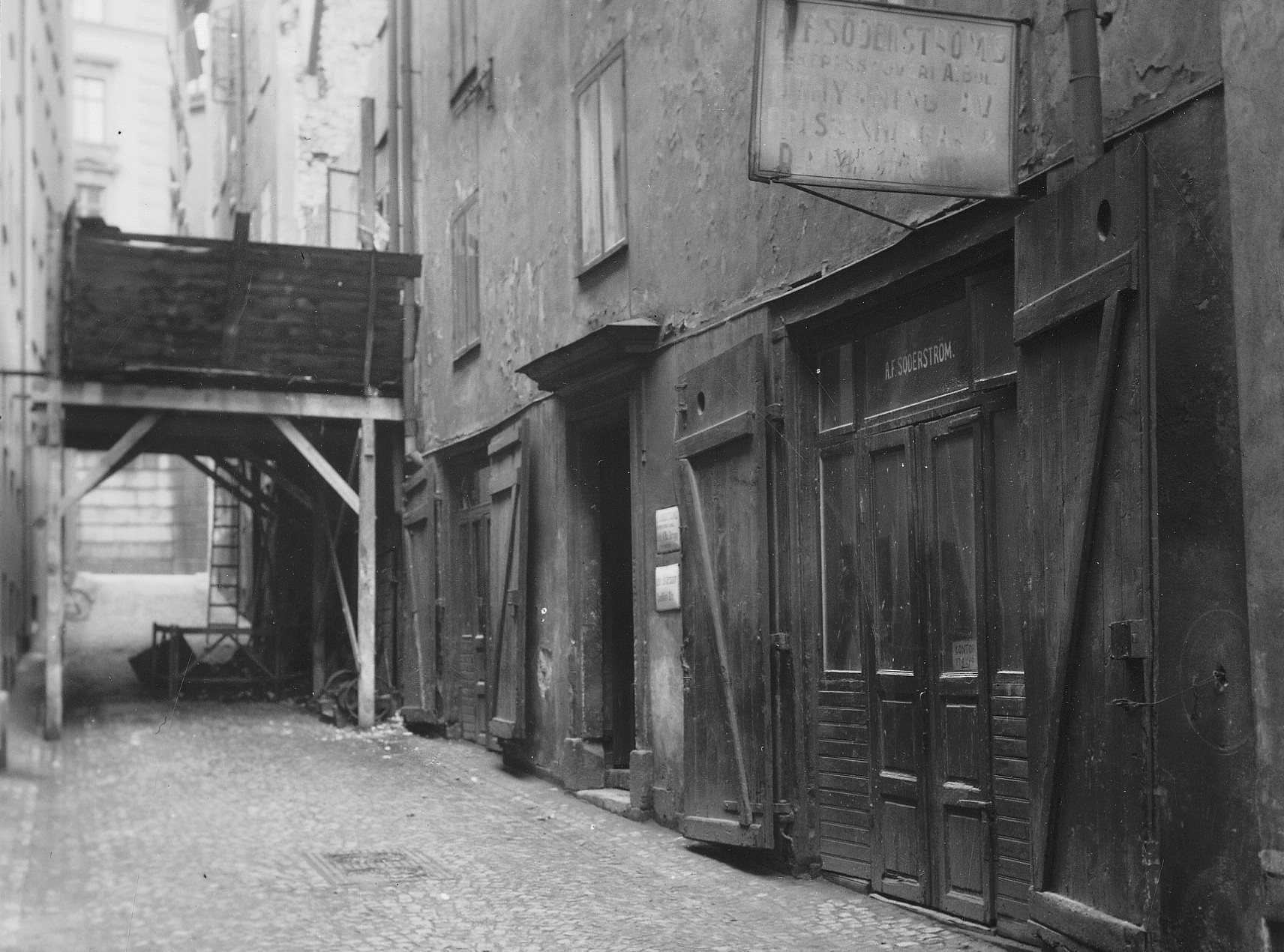
Entré till A.F. Söderströms Skeppsstufveri AB från Packhusgränd 6
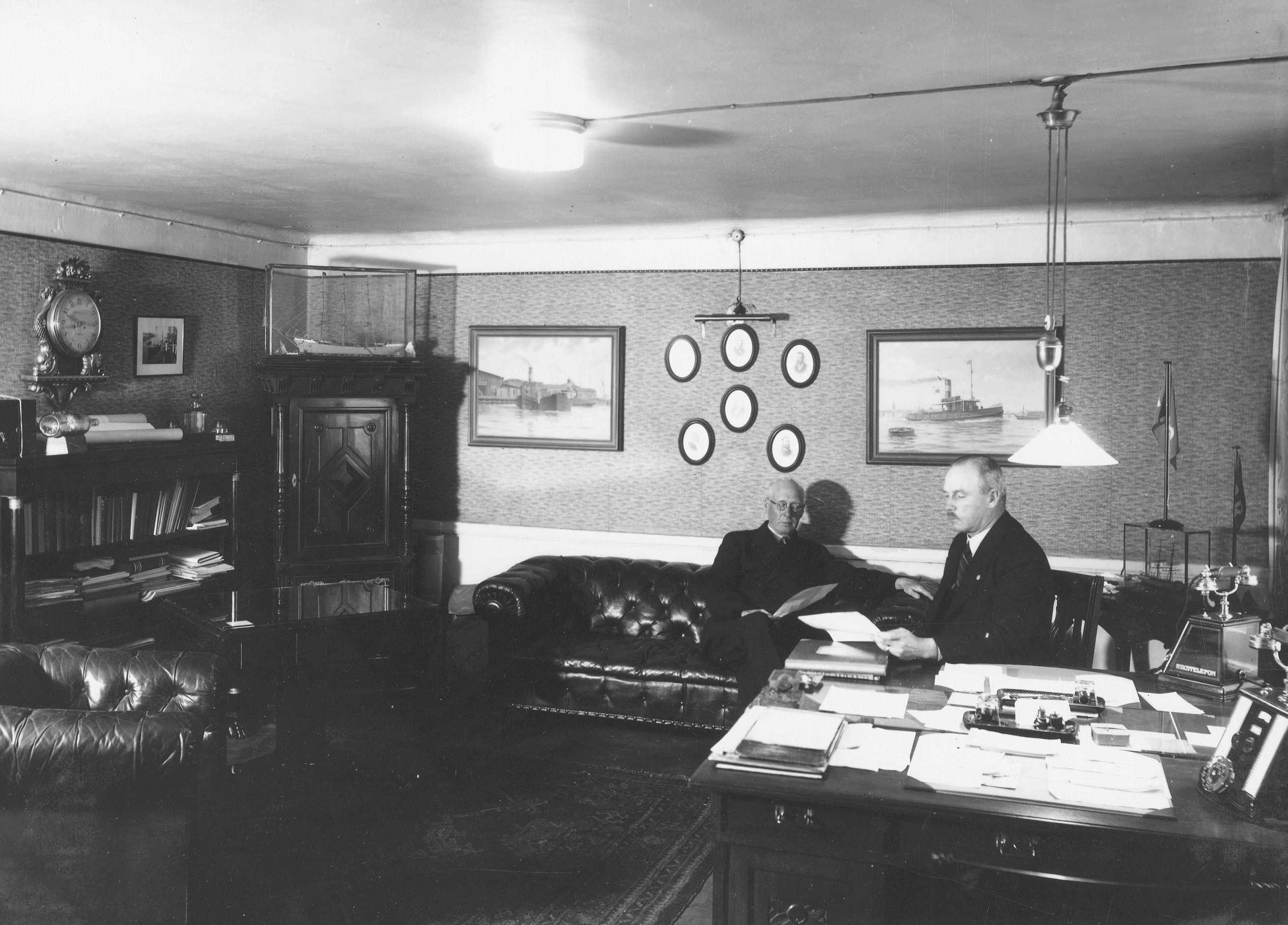
Phoebus 14, kontor för A.F. Söderströms Skeppsstufveri AB